# Józef Lipiński (pedagog)
Józef Lipiński, krypt.: J. L.; J. L. R. D. E.; X., (ur. 1764 w Tetyjowie na Naddnieprzańskiej Ukrainie, zm. 23 września 1828 w Warszawie) – polski działacz oświatowy, pedagog, powieściopisarz, poeta, tłumacz, krytyk literacki i teatralny. Współpracownik Stanisława Kostki Potockiego, wolnomularz.

## Życiorys
Urodził się w roku 1764. Pierwsze nauki pobierał u pijarów, na warszawskim Żoliborzu. Wkrótce potem zbliżył się do I. Potockiego. Po III rozbiorze Polski osiadł na wsi.
W okresie Księstwa Warszawskiego członek Izby Wojennej i Administracyjnej. Od roku 1807 sekretarz generalny Izby Edukacyjnej (do 17 stycznia 1812). W Królestwie Kongresowym, od roku 1811 członek Dyrekcji Edukacji Narodowej, inicjator Towarzystwa do Ksiąg Elementarnych, od 1817 był drugą po ministrze osobą w Komisji Oświecenia, od 1821 generalny wizytator szkół Królestwa Polskiego.
Od roku 1805 członek Towarzystwa Przyjaciół Nauk w Warszawie (od roku 1809 członek czynny), współzałożyciel Warszawskiego Towarzystwa Dobroczynności, w latach 1814–1820 prezes Rządowej Dyrekcji Teatru. Wydawał klasycystyczne poezje, powieści sentymentalne, przekłady, prace pedagogiczne. Członek Towarzystwa Iksów w latach 1815-1819. Od stycznia roku 1817 członek Rady Ogólnej Uniwersytetu Warszawskiego. Zmarł w Warszawie.

## Twórczość

### Ważniejsze utwory i mowy
1. Głos... obywatela powiatu radomskiego na sejmikach wojew. sandom. w Opatowie, d. 17 listopada r. 1790, w materii sukcesji tronu (Actum in castro Radomiensi etc. d. 10 Decembr. 1790), brak miejsca i roku wydania, autorstwo wątpliwe: temu Lipińskiemu przypisuje je Estreicher XXI (1906), 306
2. Halina i Firlej, czyli niebezpieczne zapały, "Wybór Powieści Moralnych i Romansów" t. 1, Warszawa 1804
3. Idda z Tokenburgu. Powieść, "Wybór Powieści Moralnych i Romansów" t. 4, Warszawa 1804, wyd. następne (razem z poz. 6) Warszawa 1817
4. Ismenida i Hylas, "Wybór Powieści Moralnych i Romansów" t. 9, Warszawa 1804
5. Artur i Sofronia, czyli miłość i tajemnica, "Wybór Powieści Moralnych i Romansów" t. 14, Warszawa 1805
6. Rotmistrz Gorecki. Powieść, powst. przed rokiem 1807, wyd. Warszawa 1817 (razem z poz. 3); przekł. francuski (1824); W. Pękalski przerobił tę powieść na libretto opery (z muzyką J. Stefaniego)
7. List 19, w zbiorze: Korespondencja w materiach obraz kraju i narodu polskiego rozjaśniających cz. 1, Warszawa 1807, wyd. jako dodatek do "Gazety Warszawskiej" 1807
8. Regulament dla pensji i szkół płci źeńskiej, Warszawa 1810[2]
9. Plan nauk dla szkół departamentowych (Warszawa 1812)[3]
10. Sprawa z pięcioletniego urzędowania Izby Edukacyjnej, zdana przez... sekretarza tejże Izby (Warszawa) 1812[4]; przedr. Z. Kukulski w: Źródła do dziejów wychowania i szkolnictwa w Polsce z doby Izby Edukacji Publicznej, 1807-1812, Lublin 1931; przekł. niemiecki (1812)
11. Wewnętrzne urządzenie szkół departamentowych, Warszawa 1812[5]
12. Wewnętrzne urządzenie szkół wydziałowych, Warszawa 1812[6]
13. Wspomnienie o życiu Feliksa Potockiego... Mowa na posiedzeniu publicznym Towarzystwa Przyjaciół Nauk d. 2 stycznia 1812, "Rocznik Towarzystwa Warszawskiego Przyjaciół Nauk" t. 9 (1816), s. 377-404 i odb.
14. Katechizm dla korpusów kadeckich, Warszawa 1813[7]
15. Mowa... miana przy końcu popisu publicznego konwiktorów na Żoliborzu, pod dozorem księży pijarów, dnia 30 lipca 1813 (Warszawa 1813)[8]
16. O edukacji publicznej i o jej udoskonaleniu w kraju naszym, Warszawa 1815
17. Projekt do urządzenia hierarchii akademicznej w krajach Księstwa Warszawskiego, Warszawa 1815[9]; także "Pamiętnik Warszawski" t. 2 (1815); Lipińskiemu autorstwo Projektu... przypisuje: Estreicher II (1874), 604 oraz Estreicher III (1876), 544
18. Wiadomość o życiu księcia Józefa Poniatowskiego, naczelnego wodza wojska polskiego, ministra wojny Księstwa Warszawskiego, marszałka państwa francuskiego, "Pamiętnik Warszawski" t. 1 (1815), s. 27-47 i odb[10].
19. O poemacie sielskim, "Pamiętnik Warszawski" t. 1 (1815), s. 282-312, wyd. następne: "Rocznik Towarzystwa Warszawskiego Przyjaciół Nauk" t. 10 (1817), s. 380-432; fragmenty przedr. P. Chmielowski w przypisach do: K. Brodziński: O klasyczności i romantyczności, Brody 1904, s. 122-125; "Przegląd Krytyki" 1910
20. Zegar. Bajka, "Pamiętnik Warszawski" t. 5 (1823), s. 148-149; "Rocznik Towarzystwa Warszawskiego Przyjaciół Nauk" t. 17 (1824), s. 114-115; "Kronika Rodzinna" 1877, nr 6; przekł. niemiecki (1826).

Artykuły i drobne utwory umieszczał w czasopismach: "Dziennik Wileński" (1806), "Gazeta Korespondenta Warszawskiego" (tu recenzje teatralne literą X, używaną także przez innych członków Towarzystwa Iksów), "Gazeta Poznańska" (1814), "Gazeta Warszawska" (1808, 1815), "Melitele" (1829), "Nowy Pamiętnik Warszawski" (1803-1804), "Pamiętnik Umiejętności, Sztuk i Nauk" (1824), "Pamiętnik Warszawski" (1807, 1809, 1815, 1819, 1821, 1823), "Rocznik Towarzystwa Warszawskiego Przyjaciół Nauk", "Tygodnik Wileński" (tu: Wierzba płacząca i brzoza; Do J. Kopecia, 1818).

### Przekłady
1. T. Tasso: Jerozolima wyzwolona, fragm. pieśni 2, "Nowy Pamiętnik Warszawski" t. 9 (1803), s. 237-241; Olind i Sofronia. Poezja z "Jerozolimy wyzwolonej", "Wybór Powieści Moralnych i Romansów" t. 9, Warszawa 1804; fragm. pieśni 4 i 16, "Pamiętnik Warszawski" t. 13 (1819), s. 219-239; fragm. pieśni 4, "Rozmaitości" (Lwów) 1823, nr 10
2. P. M. Vergilius: Bukoliki, Warszawa 1805, (Bukoliki Publiusza Wergiliusza Marona - przekładania Józefa Lipińskiego - w Drukarni Nr. 646 przy Nowolipiu), razem z tekstem łacińskim; wyd. następne w: Sielanki polskie z różnych pisarzów zebrane, wyd. T. Mostowski, Warszawa 1805; wyd. osobne Złoczów 1892, "Biblioteka Powszechna" nr 63
3. P. N. Ovidius: Fasti, fragm. pieśni 5, "Pamiętnik Warszawski" 1809, t. 1, s. 298-301
4. J. F. Collin d'Harleville: Zamki na lodzie, albo słodkie marzenia. Komedia w 5 aktach, wyst. Warszawa 7 maja 1816, wyd. Warszawa 1816
5. L. E. Dupaty: Młoda osoba romansowa, czyli Julia. Opera w 3 aktach z muzyką J. Catrufo, wyst. Warszawa 15 grudnia 1816
6. L. de Bonald: O wychowaniu i instrukcji. Myśli z pana Bonald, "Pamiętnik Umiejętności, Sztuk i Nauk" 1824, s. 253-260
7. J. M. De Gérando: Opiekun ubogich... na polski język przełożone 1824 r., Warszawa 1825; wyd. 2 Warszawa 1847
8. D. Frayssinous: Obrona chrystianizmu, przekł. M. Watta Kosickiego, t. 4, Warszawa 1827; wyd. następne Warszawa 1828.

### Prace edytorskie
1. Zbiór uchwał i ogólnych urządzeń Izby Edukacyjnej od czasu jej ustanowienia, Warszawa 1809
2. G. Piramowicz: Instrukcja dla nauczycieli szkół początkowych, Warszawa 1817; wyd. następne: Wilno 1819, Kraków 1820; Poznań 1849
3. J. Lankaster: Wykład wzajemnego uczenia, Warszawa 1834.

Wydawał również instrukcje dla nauczycieli i przepisy dla uczniów; zobacz Estreicher II (1874), 604-605.

### Listy i materiały
1. Korespondencja z A. K. Czartoryskim, rękopis: Biblioteka Czartoryskich, sygn. Ew. 589-591 (Archiwum Domowe nr 21-23); list do A. K. Czartoryskiego z 23 stycznia 1806 ogł. J. Platt: Tadeusz Mostowski jako wydawca. Z problemów "polskich Didotów", "Ze skarbca kultury" 1960, zeszyt 1, s. 116-117
2. Do S. K. Potockiego, w zbiorze z lat 1814-1822, rękopis: Archiwum Główne Akt Dawnych (Archiwum Wilanowskie, sygn. 271)
3. Od J. U. Niemcewicza z 3 lutego 1817, ogł. A. J. Czartoryski: Żywot J. U. Niemcewicza, Paryż 1860, s. 323-324; przedr. Jacek Lipiński w: Recenzje teatralne Towarzystwa Iksów, 1815-1819, Wrocław 1956, "Materiały do Dziejów Teatru w Polsce" nr 4
4. Rozporządzenia z okresu urzędowania w Izbie Edukacyjnej, ogł. H. J. Rygier w: Materiały do dziejów oświaty w Polsce, Warszawa 1917.